# Вакцинація проти COVID-19 у Сальвадорі
Вакцинація проти COVID-19 у Сальвадорі — це кампанія масової імунізації населення Сальвадору проти COVID-19 під час пандемії коронавірусної хвороби. Вакцинальна кампанія в країні розпочалася 17 лютого 2021 року, на першому етапі проводилася вакцинація медперсоналу. Сальвадор є однією з провідних країн Центральної Америки щодо вакцинації проти COVID-19. Станом на кінець травня 2021 року в Сальвадорі було введено 28,11 доз на 100 жителів, що відповідає 1832228 дозам вакцини.

## Прибуття вакцини
- Oxford-AstraZeneca: 17 лютого 2021 — 20 тисяч доз[2], 11 березня 2021 — 33600 доз (через COVAX)[3], 18 квітня 2021 — 96 тисяч (через COVAX)[4], 22 травня 2021—204 тисячі[5], 25 травня 2021 — 96 тисяч (через COVAX)[6], 19 червня 2021—204 тисячі[7], 24 червня 2021 — 100800 доз[8], 20 липня 2021 — 163200 доз[9], 3 серпня 2021 — 163200 доз[10], 12 жовтня 2021 — 326400 доз[11]
- Pfizer-BioNtech: 22 березня 2021 — 51480 доз (через COVAX)[12], 12 травня 2021 — 140400 доз (через COVAX)[13], 25 червня 2021 — 125190 доз[14], 2 липня 2021 — 125190 доз[15], 9 липня 2021 — 33930 доз[16], 16 липня 2021 — 43290 доз[17], 23 липня 2021 — 99450 доз, 30 липня 2021 — 143910 доз[18], 4 серпня 2021 — 169650 доз[19], 13 серпня 2021 — 127530 доз[20], 20 серпня 2021 — 120510 доз[21], 27 серпня 2021 — 188370 доз (через COVAX) і 122580 доз[22], 3 вересня — 200070 доз[23], 10 вересня 2021 — 109980 доз[24], 17 вересня 2021 — 109980 доз[25], 24 вересня 2021 — 198900 доз[26], 1 жовтня 2021 — 108810 доз[27], 8 жовтня 2021 — 198900 доз[28], 15 жовтня 2021 — 198900 доз[29], 22 жовтня 2021 — 198900 доз[30], 29 жовтня 2021 — 196560 доз[31], 5 листопада 2021 — 205920 доз[32], 12 листопада 2021 — 205920 доз[33], 19 листопада 2021 — 205920 доз[34], 26 листопада 2021 — 205920 доз[35], 3 грудня 2021 — 205920 доз[36]
- Коронавак: 28 березня — 1 мільйон доз[37], 7 квітня 2021—150 тисяч доз[38], 26 квітня 2021—500 тисяч доз[39], 18 травня 2021—500 тисяч доз[40], 9 червня 2021—500 тисяч доз[41], 7 липня 2021 — 1,5 мільйона доз[42]
- Moderna: 4 липня 2021 — 1500100 доз (через COVAX)[43], 22 липня — 1500100 доз (через COVAX)[44]
- Sinopharm: 26 липня 2021 — 1 мільйон доз[45], 3 вересня 2021 — 527600 доз[46], 6 вересня — 140400 доз[47]